# Maratá
Maratá egy község (município) Brazília Rio Grande do Sul államában. Népességét 2021-ben 2713 főre becsülték.

## Története
Nevét a Maratá patakról kapta, amelynek partján 1856-ben letelepedtek az első német bevándorlók. A föld Apolinário Pereira de Moraes portugál birtokosé volt, aki 120 parcellára osztotta fel azt, hogy eladja a telepeseknek. 1866-ban már 80 család élt itt. A mezőgazdasági termények és szarvasmarhák értékesítéséhez hajózási szolgáltatást indítottak a Maratá patak és a Caí folyó mentén Porto Alegre felé. 1892-ben São João do Montenegro kerületévé nyilvánították Estação Maratá néven. 1909-ben, a Novo Hamburgo és Caxias do Sul közötti vasútvonal átadása a gazdaság fellendülését vonta maga után. Emellett az oktatás és kultúra is fejlődött.
1988-ban Maratá az újonnan megalakuló Brochier község kerülete lett, majd 1992-ben függetlenedett és 1993-ban önálló községgé alakult.

## Leírása
Székhelye Maratá, további kerületei nincsenek. A községközpont 95 méter tengerszint feletti magasságban fekszik, 63 kilométerre északnyugatra Porto Alegretől, és 19 kilométerre északra a legközelebbi nagyvárostól, Montenegrótól.